# Taktik
Taktik (fra græsk: taktiké – opstillingens og ordningens kunst) er den optimale anvendelse af de midler, som er til rådighed: Som regel på kortere sigt. En person, som anvender taktik, kaldes en taktiker. Taktikeren behersker ofte situationen ved at være forudseende og ved at kunne "holde mange bolde i luften" ad gangen. 
Ideelt set bør taktik være underlagt en strategi, således at taktikken tjener et langsigtet formål, idet 
- Strategien er den langsigtede plan eller det langsigtede mål
- Taktikken er knyttet til de nødvendige handlinger for at opnå planens eller målets delmål.

Taktik anvendes til stadighed og overalt for at fremme ens egne eller en gruppes interesser på næsten alle livets områder, hvor der er konflikt eller modstridende mål. Det forekommer dog ofte, at taktiske manøvrer i den grad stjæler opmærksomheden, at det endelige mål glemmes. Gennemførelse af en taktik kan således ske med succes (i snæver forstand) og alligevel være forfejlet.
Da omstændigheder hele tiden skifter, er taktikken underlagt den samme stadige skiften. I forhold, der involverer menneskelige aktiviteter, kan taktik bestå i at udnytte en eller flere af følgende elementer, hvor overlegenhed vil være fordelagtig:
- adgang til eller kendskab til viden indenfor et område
- adgang til kommunikation
- kendskab til sociale relationer og særlige behov eller interesser
- ledelse og organisation af de grupper, som er involveret
- økonomi og adgang til ressourcer i bred forstand
- magt (eller trusler om magtanvendelse) eller indflydelse

I fri udfoldelse er uhæmmet brug af disse elementer ikke forenelig med ideen om et retssamfund, hvorfor der i lovgivningen findes mangfoldige begrænsninger og forbud mod specifikke handlinger for at beskytte de svageste. 
Traditionelt har taktik været dyrket af militæret, hvor der i historiens løb er opsamlet en meget stor viden om taktiske forhold, bl.a. knyttet til anvendelsen af de forskellige våbenarter. For militære operationer og handlinger har det internationale samfund forsøgt at regulere den taktiske adfærd under krig gennem Geneve-konventionen fra 1949, som henhører under FN med Den internationale Domstol i Haag som dømmende myndighed.
Desuden er taktiske manøvrer en væsentligt del af politik, økonomi og handel og forhandlingsteknik. I statskunsten er Machiavellis bog Fyrsten (Il Principe) et klassisk eksempel på en gennemgang af den taktik, som kunne benyttes af en enevældig fyrste.
Populariteten af mange sportsgrene og mange spil er utvivlsomt også påvirket af, de giver mulighed for at anvende taktik og strategi på en struktureret måde. 
I holdsport er det holdets træner, som lægger holdets taktik, og som justerer den under spillet. Det kan have så stor betydning, at spil som  håndbold og basketbold ligefrem indeholder regler for at afbryde spillet i en kortere periode (tage time-out), mens træneren instruerer i taktik-ændringer. I andre sportsgrene kan det være en af deltagerne, som særligt har til opgave at tænke over sin egen eller holdets taktik, som det. ses under kapsejlads med større sejlbåde. 